# Бжегі (Велицький повіт)
Бжегі (пол. Brzegi) — село в Польщі, у гміні Величка Велицького повіту Малопольського воєводства.
Населення — 561 особа (2011).

## Демографія
Демографічна структура станом на 31 березня 2011 року:
|          | Загалом | Допрацездатний вік | Працездатний вік | Постпрацездатний вік |
| -------- | ------- | ------------------ | ---------------- | -------------------- |
| Чоловіки | 272     | 64                 | 188              | 20                   |
| Жінки    | 289     | 56                 | 185              | 48                   |
| Разом    | 561     | 120                | 373              | 68                   |